# McIntosh (Minnesota)
McIntosh és una població dels Estats Units a l'estat de Minnesota. Segons el cens del 2000 tenia 638 habitants.

## Demografia
Segons el cens del 2000, McIntosh tenia 638 habitants, 262 habitatges, i 160 famílies. La densitat de població era de 248,8 habitants per km².
Dels 262 habitatges en un 24,8% hi vivien nens de menys de 18 anys, en un 48,5% hi vivien parelles casades, en un 9,2% dones solteres, i en un 38,9% no eren unitats familiars. En el 37,8% dels habitatges hi vivien persones soles el 26,3% de les quals corresponia a persones de 65 anys o més que vivien soles. El nombre mitjà de persones vivint en cada habitatge era de 2,12 i el nombre mitjà de persones que vivien en cada família era de 2,71.
Per edats la població es repartia de la següent manera: un 18,8% tenia menys de 18 anys, un 4,1% entre 18 i 24, un 17,6% entre 25 i 44, un 24,5% de 45 a 60 i un 35,1% 65 anys o més.
L'edat mediana era de 53 anys. Per cada 100 dones de 18 o més anys hi havia 94 homes.
La renda mediana per habitatge era de 31.328 $ i la renda mediana per família de 38.529 $. Els homes tenien una renda mediana de 31.250 $ mentre que les dones 21.875 $. La renda per capita de la població era de 20.676 $. Entorn del 4,9% de les famílies i el 7,6% de la població estaven per davall del llindar de pobresa.

## Poblacions més properes
El següent diagrama mostra les poblacions més properes.